# Eleocharis brevicollis
Eleocharis brevicollis är en halvgräsart som beskrevs av Johannes Hendrikus Kern. Eleocharis brevicollis ingår i släktet småsäv, och familjen halvgräs. Inga underarter finns listade i Catalogue of Life.